# Roststjärtad skogsjuvel
Roststjärtad skogsjuvel (Chaetocercus jourdanii) är en fågel i familjen kolibrier.

## Utseende
Roststjärtad skogsjuvel är en mycket liten mestadels grön humlelik kolibri med rak näbb. Hanen har glittrande magentafärgad strupe, kort kluven stjärt samt vitt i ett bröstband och på sidorna av övergumpen. Honan är mycket annorlunda, med beigefärgad undersida, mörkbruna "öron" och en tvärt avskuren roströd stjärt med ett svart band. I Anderna kan den förväxlas med kragskogsjuvelen, men hanen hos denna har längre purpurfärgade strupfjädrar och honan saknar grönt centralt i stjärten. På lägre höjder finns istället ametistskogsjuvelen, vars hane har längre stjärt och honan vitaktig strupe samt svart stjärt med vit spets.

## Utbredning och systematik
Roststjärtad skogsjuvel förekommer i norra Sydamerika, i Colombia och Venezuela samt på ön Trinidad. Den delas in i tre underarter med följande utbredning:
- Chaetocercus jourdanii jourdanii – förekommer i bergsområden i nordöstra Venezuela (Cumaná) och på Trinidad
- Chaetocercus jourdanii rosae – förekommer i bergsområden i norra Venezuela (Zulia till Distrito Federal)
- Chaetocercus jourdanii andinus – förekommer i Anderna i nordöstra Colombia till västra Venezuela (Lara till Táchira)

## Levnadssätt
Roststjärtad skogsjuvel hittas i molnskog, skogskanter, ungskog och trädgårdar. Den är ofta svår att få syn på, men kan ibland ses sitta högst upp på bara grenar.

## Status
Arten har ett litet utbredningsområde, men beståndet anses vara stabilt. IUCN kategoriserar arten som livskraftig.

## Namn
Fågelns vetenskapliga artnamn hedrar den franske zoologen Claude Jourdan (1803-1873). Fram tills nyligen kallades den även jourdanskogsjuvel på svenska, men justerades 2022 till ett enklare och mer informativt namn av BirdLife Sveriges taxonomikommitté.